# Gare d'El Harrouch
La gare d'El Harrouch est une gare ferroviaire algérienne située sur le territoire de la commune d'El Harrouch, dans la wilaya de Skikda.

## Situation ferroviaire
La gare est située au nord de la ville d'El Harrouch, sur la ligne d'Alger à Skikda où elle est précédée de la gare de Aïn Bouziane et suivie de celle de Salah Bouchaour.

## Service des voyageurs

### Desserte
La gare d'El Harrouch est desservie par :
- les trains grandes lignes de la liaison Alger - Annaba[1] ;
- les trains régionaux des liaisons :
  - Constantine - Jijel[2] ;
  - Constantine - Skikda[3].